# Eliza Lynch

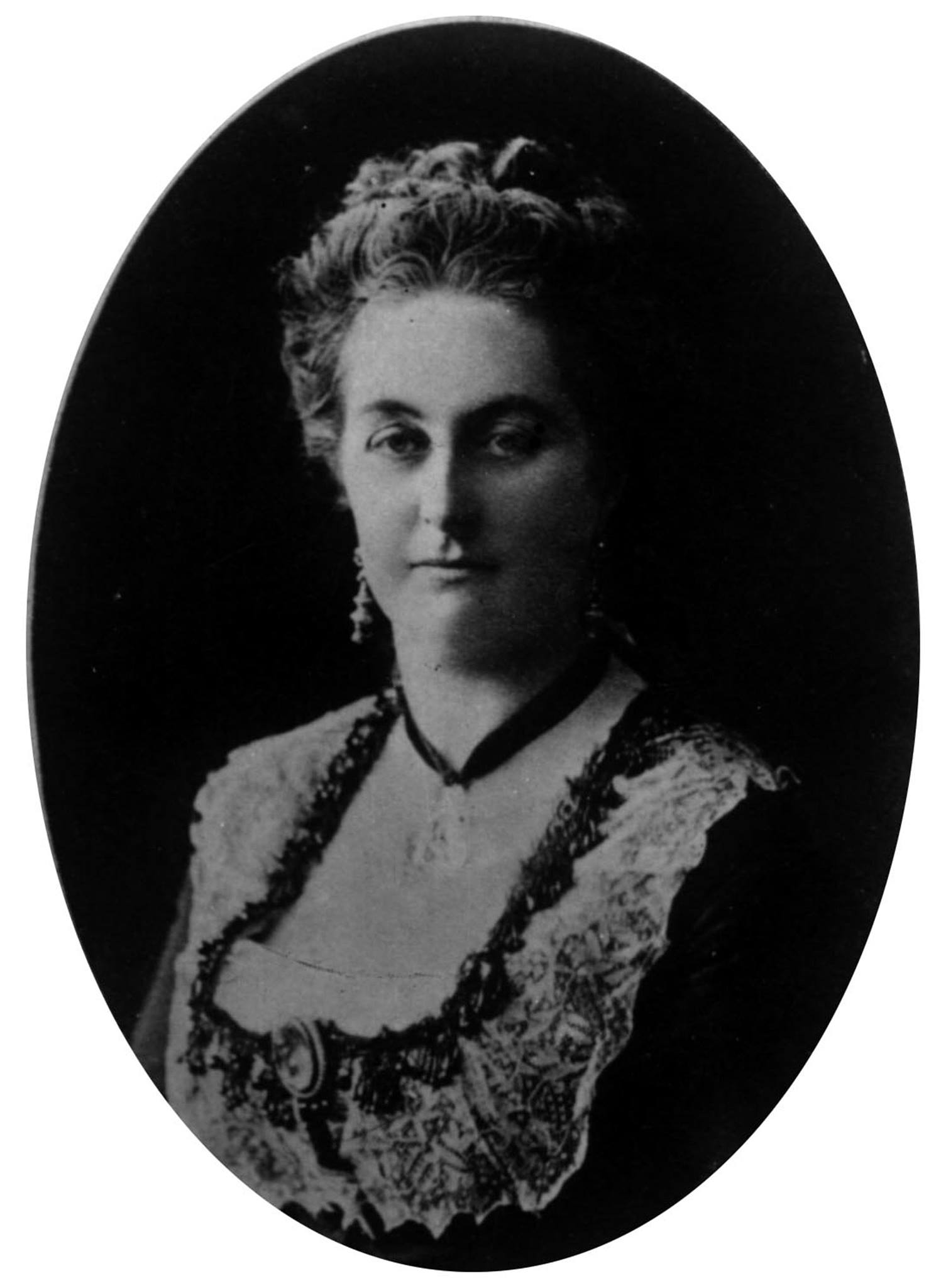
Eliza Lynch

Eliza Alice Lynch (* 19. November 1833 in County Cork, Irland; gestorben 25. Juli 1886 in Paris, Frankreich) war die Lebensgefährtin von Francisco Solano López, dem Präsidenten von Paraguay von 1862 bis 1870. Im Rahmen von Kriegspropaganda im Tripel-Allianz-Krieg wurde sie verteufelt, während sie heute als Nationalheldin von Paraguay gilt.

## Leben

### Frühe Lebensjahre
Eliza war die Tochter von John Lynch und Jane Clarke Lloyd. Als sie zehn Jahre alt war, wanderte die Familie nach Paris aus, um der Großen Hungersnot in Irland zu entkommen. Am 3. Juni 1850 heiratete sie Xavier Quatrefages, einen französischen Offizier, der kurz darauf in Französisch-Nordafrika stationiert wurde. Eliza folgte ihm zunächst, kehrte aber bald alleine nach Paris zurück. Dort kam sie mit dem elitären Kreis um Prinzessin Mathilde Bonaparte in Kontakt und begann eine Karriere als Kurtisane.

### Partnerschaft mit F. S. López

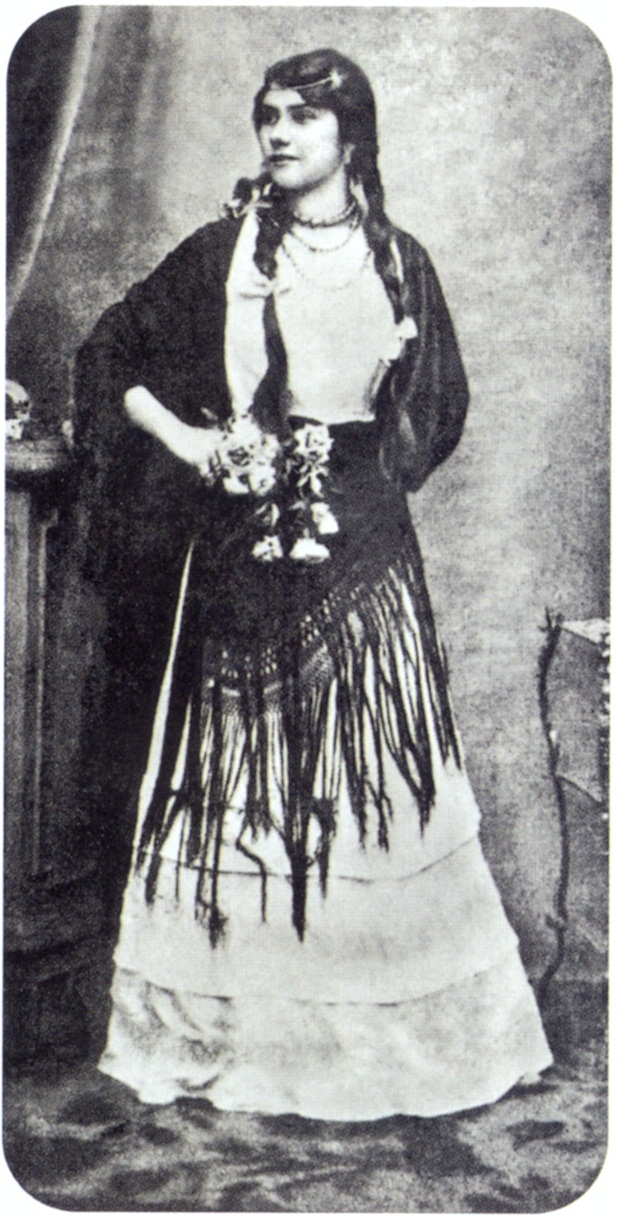
Eliza Lynch im Alter von etwa 20, ca. 1855

Im Jahr 1854 traf Eliza General Francisco Solano López, Sohn des damaligen Präsidenten von Paraguay, Carlos Antonio López. Der junge General befand sich auf einer Trainingsmission mit den Französischen Streitkräften in Europa. Sie begannen eine Beziehung, woraufhin sie ihn bei seiner Rückkehr nach Paraguay begleitete.
Eliza und F. S. López hatten sechs gemeinsame Kinder. Das erste von ihnen, Juan Francisco López, wurde 1855 in Asunción geboren. Es folgten Corina Adelaida, Enrique Venancio, Federico Morgan Lloyd und Carlos Honorio. Ihr letztes Kind, Leopoldo, wurde 1867 an der Front im Tripel-Allianz-Krieg geboren und starb aufgrund der schlechten Bedingungen kurz darauf an Dysenterie.
Nach dem Tod seines Vaters 1862 wurde F. S. López sein Nachfolger und Präsident. Eliza wurde damit de facto zur First Lady, obwohl das Paar nie offiziell heiratete, und damit zur einflussreichsten Frau des Landes. Ihre Ehe mit Quatrefages wurde annulliert.
Eliza folgte ihrem Lebensgefährten während des gesamten Kriegs und führte eine Gruppe namens Las Residentas an, die aus den Ehefrauen und Kindern der Soldaten bestand. López und der älteste Sohn des Paars wurden am 1. März 1870 in Cerro Corá getötet und Eliza kam in Kriegsgefangenschaft. López vermachte ihr seinen gesamten Grundbesitz, der 1½ mal der Fläche Irlands entsprach.

### Leben nach dem Krieg und Tod
Eliza wurde von der neuen provisorischen Regierung aus dem Land verbannt und ging mit ihren verbleibenden überlebenden Kindern zunächst nach Europa. Nach fünf Jahren konnte sie nach Paraguay zurückkehren, nachdem ihr der zwischenzeitlich gewählte Präsident Juan Bautista Gill versprochen hatte, dass man sie respektieren werde. Bei ihrer Ankunft wurde sie jedoch angeklagt und erneut permanent aus dem Land verbannt.
Im Jahr 1876 schrieb Eliza in Buenos Aires das Buch Exposición. Protesta que hace Elisa A. Lynch.
Sie starb unbekannt in Paris am 25. Juli 1886. 100 Jahre später wurden ihre sterblichen Überreste exhumiert und zurück nach Paraguay gebracht, wo Diktator General Alfredo Stroessner sie zur Nationalheldin erklärte. Ihr Grab befindet sich auf dem Nationalfriedhof Cementerio de la Recoleta in Asunción.

## Ehrungen
Seit 1967 ist eine Hauptverkehrsstraße in Asunción, die Avenida Madame Elisa Alicia Lynch, nach ihr benannt. Ende 2023 wurde anlässlich Lynchs 190-jährigen Geburtstags in Asunción ihr zu Ehren ein Denkmal aus Ziegelsteinen ihres Geburtshauses aus dem irischen Charleville errichtet, die Paraguay von einer irischen Organisation gespendet wurden, und am 1. März 2024 wurde der Hauptplatz von Charleville nach Eliza Lynch benannt.

## Eliza Lynch in Kunst und Literatur

### Romane
- Katharina von Dombrowski: Land of women: the tale of a lost nation, London, Putnam, 1935
- William Edmund Barrett: Woman on Horseback, 1938
- Héctor Francisco Decoud: Elisa Lynch de Quatrefages, Buenos Aires, Librería Cervantes-Julio Suárez, 1939
- Héctor Pedro Blomberg: La dama del Paraguay, Buenos Aires, Club del Libro A.L.A., 1942
- Hilde Kruger: Elisa Lynch o La tragedia como destino, México, Editorial Cultura, 1946
- Katharina von Dombrowski: Land der Frauen: Roman eines untergegangenen Volkes, Frankfurt/M., Scheffler, 1950
- María Concepción Leyes de Chaves: Madame Lynch. Evocación, Buenos Aires, Ed. Peuser, 1957
- Henry Pitaud: Madama Lynch, Asunción, Ed. SEEFP, 1958
- Henry Lyon Young: Eliza Lynch, Regent of Paraguay, London, Anthony Blond Ltd., 1966
- Sixta Segovia de Giuliano: Elisa Lynch. Biografía novelada de la heroína paraguaya, Santa Fe Argentina, Castellvi S.A., 1968
- Alyn Brodsky: Madame Lynch and Friend, 1975
- María Concepción Leyes de Chaves: Madame Lynch y Solano López, Buenos Aires, Talleres Artes Gráficas Negri, 1976
- Nicola Siri Eros: Por quién llora el urutaú. Francisco Solano López-Elisa Lynch y la guerra de la Triple Alianza, Buenos Aires, Argenlibros, 1978
- Fernando Baptista: Elisa Lynch, mulher do mundo e da guerra, Sao Paulo, Civilizaçâo Brasileira em Convênio com o Instituto Nacional do Livro, 1986
- Graham Shelby: Demand the World, 1990
- Hector Varela: Elisa Lynch, 1997
- Anne Enright: The Pleasure of Eliza Lynch, 2003
- Sian Rees: The Shadows of Eliza Lynch, 2003
- Sian Rees: Elisa Lynch. Die wahre Geschichte einer irischen Kurtisane und wie sie zur mächtigsten Frau Paraguays wurde, Hamburg, Verlag, 2003–2005
- Nigel Cawthorne: The Empress of South America, 2003
- Lily Tuck: The News from Paraguay, 2004, Gewinner des National Book Award
- Anne Enright: Elisas Gelüste, Köln, DuMont Verlag, 2004
- Josefina Pla: La Gran Infortunada, 2007

### Bühne
- Theaterstück Visions (1978) von Louis Nowra
- Ballet Elisa (2010), Libretto von Jaime Pintos und Carla Castro, Musik von Nancy und Daniel Luzko

### Film
In der Filmbiografie Eliza Lynch: Queen of Paraguay (2013) wurde Eliza Lynch von Maria Doyle Kennedy dargestellt.